# Sekte van de Engel Albert
De sekte van de Engel Albert was een cult met inspiratie van de geestenwereld, opgericht in Luxemburg, en gecentreerd rond het sprekend medium Yvonne Theisen, alias Engel Werner, en het niet-sprekend medium Ketty Donnersbach, alias de Engel Albert, die zichzelf "Führer" (Leider) noemde. Ketty Donnersbach beweerde een verbinding te hebben met de geestenwereld. De volgelingen van de sekte beschreven zichzelf als leden van de "gemeenschap van geloof en hoop".
Volgens een rapport uit 1997 van een onderzoekscommissie van het Belgisch federaal parlement is dit een hiërarchisch gestructureerde sekte met hoofdzetel in de Amerikaanse staat New Jersey en vestigingen in Zwitserland en de Verenigde Staten. Deze sekte dateert terug naar Johannes Greber (1874-1944), een Duitse onscherpe katholieke predikant die in 1925 naar de Verenigde Staten emigreerde en de auteur is van het boek "The Traffic with the Ghost World of God" (1932). Greber beweerde sinds 1923 in contact te zijn geweest met de zogenaamde spookwereld.

## Geloof
De sekte mengt religieuze en "genezende" elementen, waarbij de geestenwereld en God een belangrijke rol spelen. De bijeenkomsten van de sekte werden gehouden in de Melickshaff bij Echternach.
Volgens ooggetuigen geloofden de volgelingen van de sekte in buitenaardse wezens die op een andere planeet leefden, zijnde halfstoffelijke, halfspirituele wezens (als die wezens kwamen om hun volgelingen te verlossen, zou men ze niet mogen aanraken, anders zouden ze barsten, zegt Ketty Donnersbach). Ze zouden uit een bijna onheil komen en daarom een overlevingspakket bij zich hebben, net zoals ze een touw zouden hebben in het winkelcentrum van hun auto, voor wanneer de aarde zou exploderen, enz.
Hun dagelijks leven zou strikt bepaald worden door de sekte, ze mochten alleen over bepaalde wegen rijden, zich alleen op bepaalde tijden verplaatsen en moesten bepaalde winkels vermijden. Ze moeten ook regelmatig bidden, luisteren naar cassettes en verslag uitbrengen met berichten via de telefoon, enzovoort.
Volgens een getuigenis van een voormalige volgeling dicteert Ketty Donnersbach een filosofie van karma, gebaseerd op de zuivering van een vorig leven. Als iemand lijdt, is dat geen ongeluk, maar een goddelijke straf. Daarom moet men het lijden niet behandelen (zelfs niet als het kinderen zijn), want hen helpen is tegen de wil van God ingaan. Alleen de dokter van de sekte kan in overleg met het medium beslissen welke therapie gevolgd moet worden. In deze therapieën werd door de sektedokter bijvoorbeeld zuurkool toegediend , stenen die in elke hand moesten worden gehouden, piramides die eromheen moesten worden opgetrokken en werd er water van de Melickshaff gedronken, dat aan geen enkel criteria voor drinkbaar water voldeed.
Een inwoner van het Groothertogdom Luxemburg stierf wegens gebrek aan zorg nadat ze was behandeld met water van Melickshaff. Bij anderen heeft dit tot ernstige nawerkingen als gevolg geleid.

### Mishandeling bij kinderen
Kinderen namen deel aan de bijeenkomsten. Een getuige beweerde dat er sprake was van een vertrouwensbreuk toen kinderen liedjes leerden in een taal die niet bestaat en ze gruwelijke verhalen te horen kregen over buitenaardse wezens die naar hen zullen komen zoeken.  Als kinderen zich ziek voelden, werden ze onder piramides geplaatst om ze 'positieve golven' te geven. Deze piramides waren ook onderwerp van discussie in het Belgische parlement.
Volgens een andere getuigenis dronken kinderen magische drankjes en zelfs het water van Melickshaff. Hun moeder had er een paar in de kelder achtergelaten. Na een maand of twee had dit water een geelbruine kleur gekregen. Toen ze het aan de guru liet zien, zei ze dat het het goud van de alchemisten was.
Er waren ook klachten over het niet verlenen van hulp aan mensen in gevaar omdat zelfs kinderen die daadwerkelijk (op school) medische behandeling nodig hadden, dergelijke behandelingen moesten ondergaan.
In een aantal gevallen vochten ook vaders voor het gezag over hun kinderen. In een uitspraak van de jeugdrechtbank in Luxemburg oordeelde een rechter: "Het valt niet te ontkennen dat kinderen zich in een situatie van zowel fysiek als psychologisch gevaar bevinden (...)"

### Vervolging
De Engel Albert kwam voor het eerst in de publieke belangstelling tijdens een proces in 1984. Donnersbach werd schuldig bevonden voor het illegaal uitoefenen van het beroep van arts en veroordeeld tot een boete van 100.000 frank. Vijf jaar later werd de boete gehalveerd, maar het vonnis bleef staan.
De secretaris-generaal van de gerechtelijke politie van Luxemburg nam ontslag na een perscampagne tegen hem, nadat bleek dat hij de voorzitter was van de door Engel Alberit opgerichte v.z.w. "Dolphin Swimming Club".
Bij ministerieel besluit van 30 maart 1990 schorste het Luxemburgse Ministerie van Volksgezondheid de toelating van Carmela Ragaglia, de dokter van de sekte, om het beroep van arts uit te oefenen voor een periode van een jaar, naar aanleiding van een pathologische aandoening die haar ongeschikt maakte (syndroom van Kraepelin en Dupré).